# Il suicidio. Studio di sociologia
Il suicidio. Studio di sociologia (titolo originale Le Suicide) è un saggio del sociologo francese Émile Durkheim. In esso l'autore implementa i principi metodologici che aveva precedentemente definito nel saggio Le regole del metodo sociologico. In questo libro difende l'idea che il suicidio sia un fatto sociale a sé stante - esercita sugli individui potere coercitivo ed esterno - e, in quanto tale, può essere analizzato dalla sociologia. Questo fenomeno, che si potrebbe pensare a prima vista causato da ragioni intime e psicologiche, è anche determinato da cause sociali.
Le statistiche mostrano che il suicidio è un fenomeno sociale normale: è un fenomeno regolare presente in molte società e, all'interno di ciascuna società, i tassi di suicidio si evolvono relativamente poco: "Ciò che questi dati statistici esprimono è la tendenza al suicidio della quale ogni società è afflitta collettivamente".
Durkheim prima tentò di identificare le cause del suicidio e quindi di proporre una serie di tipologie di suicidi, in base alle loro cause.

## Punto di vista scientifico
Durkheim era un collettivista metodologico. Il collettivismo metodologico afferma che le azioni dell'individuo sono spiegate dall'influenza dei fenomeni sociali. L'opinione di Durkheim su ciò che influenza il suicidio non ha quindi nulla a che fare con le caratteristiche dell'individuo. È il modo in cui funziona la società, o come le persone sono integrate nel loro ambiente, che influenza il tasso di suicidio. Dichiarò, tra le altre cose:
Durkheim riteneva che un fenomeno sociale dovesse sempre essere spiegato da un altro fenomeno sociale:
La sua analisi del suicidio utilizza questi elementi nel tentativo di dimostrare la teoria.

### Uso delle statistiche
Il suicidio fu un pioniere nell'uso delle statistiche. Durkheim confrontò e analizzò le statistiche che aveva a disposizione per escludere spiegazioni causali. Ad esempio discusse se il suicidio potesse venire generato da disturbi mentali. Egli confrontò le statistiche che mostrano che le città hanno sia più suicidi sia più persone con disturbi mentali e vide una connessione chiara. Non credeva però che questa fosse forte. L'autore afferma che ci sono leggermente più donne che uomini negli istituti mentali, mentre le donne rappresentano solo il 20% di tutti i suicidi. Confrontò inoltre le statistiche tra paesi e il materiale statistico di diversi gruppi nello stesso paese per escludere determinate cause.

## Struttura dell'opera
Il suicidio consiste di tre libri, di dimensioni approssimativamente equivalenti:
- Libro I: fattori extra-sociali
- Libro II: cause sociali e tipi sociali
- Libro III: il suicidio come fenomeno sociale in generale.

## Il suicidio

### Definizione
Al fine di creare un esame sociologico del suicidio, Durkheim comincia con il definire il fenomeno del suicidio: Diremo in definitiva che "dicesi suicidio ogni caso di morte direttamente o indirettamente risultante da un atto positivo o negativo compiuto dalla stessa vittima pienamente consapevole di produrre questo risultato. Il tentativo di suicidio è l’atto così definito ma arrestato prima che ne risulti la morte." Molti di coloro che ascoltano la parola suicidio avranno presto un'immagine di una persona infelice che non vuole vivere di più, ma la definizione va oltre. Comprende, ad esempio, anche un soldato che si reca in una morte sicura per salvare il suo reggimento o una madre che sacrifica la propria vita per salvare il figlio. Se la morte sia accettata come solo una sfortunata conseguenza, si basi su alcuni presupposti o semplicemente sia cercata, non è significativo per Durkheim, il punto centrale è che l'individuo si astiene dal vivere.

### Perché il suicidio è sociologicamente interessante?
Durkheim si riferisce alle statistiche di diversi paesi europei che mostrano che il numero di suicidi rimane stabile per lunghi periodi di tempo. Egli mostra che il tasso di suicidi cala nei periodi di crisi politica, come durante le rivoluzioni del 1848 in cui il numero di suicidi calò in tutti i paesi europei colpiti da turbolenze. Questo è difficile da capire se si cercano cause individuali. Sulla base di questo, Durkheim ritiene che per capire veramente il fenomeno del suicidio si devono cercare spiegazioni di tipo sociologico.

### Suicidio e religione
Durkheim mostra inoltre che la religione è essenziale per la proporzione del suicidio in una società. I protestanti si suicidano più spesso di cattolici ed ebrei. Ad esempio, confrontando i dati delle province del Regno di Baviera, la percentuale è proporzionata al numero di suicidi di cattolici e protestanti. L'autore si chiede anche se la differenza fosse grande tra paesi a causa di diverse culture ma confrontando la parte francese, tedesca e italiana della Svizzera, e il numero di suicidi tra protestanti e cattolici, afferma che la religione è molto più importante della cultura per capire il motivo per cui le persone si suicidano.
Egli ritiene che ciò sia dovuto al fatto che i protestanti in gran parte consentono la libertà di pensiero a causa della relazione personale tra il fedele e Dio su cui si basa il culto riformato. I cattolici hanno diversi riti che legano gli individui più forte insieme, hanno una percentuale molto maggiore di sacerdoti e non hanno nemmeno la consuetudine di leggere direttamente i testi biblici originali. I protestanti invece leggono la Bibbia nella loro lingua e le interpretazioni sono di gran lunga meno costrette su di loro. Quindi, il protestantesimo diventa una religione molto più individualista e meno integrata. Le vite collettive degli strati di religione si proteggono così dal suicidio.
La volontà per il pensiero critico è seguita da un desiderio di conoscenza. I paesi cattolici e protestanti hanno tante persone altamente istruite, ma i protestanti hanno meno persone analfabete. Durkheim si riferisce anche a statistiche che dimostrano che le province del Regno d'Italia che hanno molti analfabeti hanno un tasso di suicidio più basso. In effetti, le persone con un'istruzione superiore più spesso commettono suicidio rispetto alla popolazione in generale. Qui, si può avere difficoltà a spiegare perché gli ebrei hanno un tasso di suicidio molto basso ma hanno in media la più alta istruzione della popolazione. L'autore spiega questo con il fatto che gli ebrei sono un gruppo altamente integrato a causa della pressione esterna e della stigmatizzazione. Ritiene che l'essere dotati di una istruzione superiore sia l'unica possibilità che gli ebrei hanno per essere rispettati nella società e che per loro non c'è bisogno di pensare in modo critico.

### Suicidio e relazioni familiari
Anche le relazioni familiari influenzano il tasso di suicidio. I non sposati si suicidano più spesso in numero assoluto ma qui è importante indagare i dati demografici perché, ad esempio, nel gruppo "non sposati" ci sono molti under-16 anni rispetto alla popolazione. Pochissimi sotto i 16 anni si sposano e pochissimi sotto i 16 anni si suicidano. Questo avviene perché quando si è giovani si ha davanti il futuro e la vita non viene vista in modo pessimistico. Tuttavia, ci sono più persone non sposate che sposate che si suicidano confrontandole con gruppi di età. Durkheim afferma inoltre che:
- Il matrimonio iniziato in età prematura (20 anni) aumenta il rischio di suicidio, specialmente per gli uomini.
- Dall'età di 20 anni, le coppie sposate di entrambi i sessi sono meglio protette dal suicidio di quelle non sposate.
- La protezione per gli sposati rispetto ai non sposati varia con il genere. In Francia ci sono uomini che hanno più da vincere sul matrimonio, mentre a Oldenburg è il contrario.
- Per le vedove e i vedovi la protezione è inferiore di quella di cui godono le persone sposate di entrambi i sessi ma solitamente è migliore di quella delle persone non sposate.

Questo significa che le persone sposate hanno più successo e hanno una salute migliore rispetto al resto della popolazione ? Le persone sposate costituiscono una specie di élite nella società ? Si potrebbe pensare che coloro che non si sposano spesso siano persone con cattive condizioni di salute e che non sono particolarmente dotate. Durkheim non crede a questo. Egli mostra che le persone delle classi inferiori della società si sposano tutte le volte che si trovano nelle altre classi sociali e che in realtà hanno anche più figli.
Per comprendere meglio il contesto, Durkheim indaga su strutture familiari più strette. Scopre che gli uomini sposati che non hanno figli non sono specificamente protetti dal suicidio, anche se sono uniti in matrimonio. Allo stesso tempo, nota che le donne sposate senza figli si suicidano più spesso delle donne non sposate senza figli. Quindi, avere un figlio lega le persone alla vita in un modo completamente diverso dal matrimonio. Gli sposati raramente si suicidano, ancor meno chi ha figli.

### Suicidio e politica
Il tasso di suicidio si abbassa durante le crisi politiche, la guerra e le rivoluzioni. Durkheim pensa che molte persone ritengono che questo abbia l'effetto di far uscire gli uomini dalla guerra e controllare tali statistiche, ma il declino è dovuto al fatto che le donne raramente si suicidano. Secondo l'autore questo avviene perché tali periodi creano un maggiore senso di comunità e integrano la società che sta lavorando per raggiungere un obiettivo e la vita ha più significato per le persone.

### Ragioni del suicidio
Da tutto ciò, Durkheim evidenzia i seguenti punti:
- Il suicidio varia in senso inverso con il grado di integrazione nel gruppo religioso.
- Il suicidio varia in senso inverso con il grado di integrazione.
- Il suicidio varia in senso inverso con il grado di integrazione nel gruppo politico.

### Tipi di suicidio
Sulla base di questa comprensione, Durkheim espone quattro principali tipi di suicidio:
- Il suicidio egoistico deriva dal fatto che l'individuo è troppo poco integrato nella società. Per Durkheim, è la "cosa sociale" che è la persona civilizzata, e ciò che rende la vita degna di essere vissuta per gli uomini. Poiché le forze collettive rappresentano uno degli ostacoli più forti al suicidio, i suicidi aumenteranno quando queste sono deboli. In un gruppo altamente integrato, l'obiettivo dell'individuo non è solo se stesso, ma l'individuo ha anche il gruppo come obiettivo. Il gruppo in un qualche modo proibisce all'individuo di essere disposto su se stesso. In un gruppo collettivo si scambiano emozioni, pensieri e idee e si può ottenere supporto morale quando necessario. Ciò consente all'individuo di acquisire forza per la vita e di non doversi preoccupare così tanto se non si raggiungono tutti gli obiettivi individuali. Se, al contrario, l'individualismo prende il sopravvento, questo può innescare il suicidio. Le persone hanno infatti bisogno di qualcosa che è più grande di loro, il che dà senso alla vita. L'individuo non è abbastanza, è insignificante nel grande contesto perché non è collegato a nulla se non a se stesso, e poiché tutti moriamo una volta, tutto ciò per cui lavori nella vita sarà invano se è solo per te stesso. L'integrazione troppo bassa nelle comunità sociali fa sì che le persone perdano il loro sé sociale e la vitalità dell'esistenza. Questo può portare ad un suicidio egoistico. Il suicidio egoistico non esisteva affatto nei tempi antichi ma è un fenomeno moderno.

- Il suicidio altruistico è l'opposto del suicidio egoistico e deriva dal fatto che le persone sono troppo fortemente integrate nelle comunità sociali e che la personalità individuale è troppo poco sviluppata. Il suicidio altruistico è molto insolito nelle culture moderne ma era più comune prima e nelle società primitive. Durkheim distingue tra il suicidio altruistico obbligatorio, volontario e acuto. Il suicidio altruistico obbligatorio è un requisito della società, per esempio, mogli, schiavi e soldati che devono accompagnare il loro re nella tomba. Il suicidio altruistico volontario non è obbligatorio ma viene valutato positivamente dalle persone. Durkheim menziona gli indiani che si suicidano a causa di improvvisa gelosia. I celti che si impegnavano ad essere uccisi per vino e denaro sono un altro esempio. Il suicidio altruistico acuto deriva dal fatto che l'individuo si suicida esclusivamente per vittimizzazione. Durkheim si riferisce all'India come al "paese classico per questo tipo di suicidio". Ad esempio è incoraggiato il suicidio degli uomini più anziani nel Brahmanesimo. Se hai raggiunto una certa età e hai lasciato un figlio, non sei più utile in questo mondo e riceverai onori in Dio di Dio se ti suicidi. Il suicidio altruistico acuto è misteriosamente giustificato. Così, mentre la malinconia dell'egoista è composta da sonnolenza, vacuità e stanchezza ed esprime la fine delle attività, la malinconia dell'altruismo salterà fuori dai sentimenti di speranza e dalla convinzione che c'è qualcosa di meglio oltre.

- Il suicidio anomico assomiglia al suicidio egoistico ma è causato dal fatto che le persone sono meno socialmente regolate. Avviene anche perché l'individuo è troppo poco integrato nelle comunità sociali. Durkheim si riferisce a statistiche che dimostrano che le recessioni economiche portano a un aumento dei tassi di suicidio, ma sembra che i tassi di suicidio aumentino anche durante i tempi di ripresa economica improvvisa. Durkheim lo spiega utilizzando il bilancio collettivo. Se hai molto, ti piacerebbe avere di più, ma cosa succede quando stabilisci degli obiettivi che non puoi mai raggiungere ? La maggior parte delle persone non lo fa perché ha una comprensione realistica di ciò che si può ottenere partendo da chi sei e dalla posizione sociale in cui ti trovi. Questo è vero specialmente per l'uomo: non siamo regolati dal nostro ambiente fisico, ma governati da morali e norme. Durante improvvise fluttuazioni economiche, la società perde il controllo sociale perché l'individuo è tenuto a cambiare rapidamente la sua autodisciplina. Durkheim si riferisce a due settori che presentano un'anomia cronica: commercio e industria. Nella società moderna, i mercati e le opportunità commerciali sono diventati quasi infinitamente grandi. Questo fa sì che le persone nel settore del commercio si concentrino costantemente sul futuro e sulle nuove conquiste, piuttosto che sul presente. Si sforzano sempre per il nuovo, ma perdono interesse in esso non appena viene raggiunto, per concentrarsi su nuovi mercati e progressi. Questa esistenza è inquieta e conduce a un vuoto interno. Quando un giorno si invecchia e non c'è molto futuro su cui sperare, la vita diventa pesante perché non si ha nulla a che fare con il passato. L'industria e il commercio sono il settore con il più alto tasso di suicidi. Il suicidio anomico assomiglia al suicidio egoistico: la società non è sufficientemente presente nell'individuo. La differenza sta nel fatto che il suicidio egoistico deriva dalla mancanza di presenza anche delle attività collettive. Possiamo essere emotivamente legati alla società, anche se non partecipiamo ad attività sociali, cioè possiamo vivere in uno stato di egoismo, senza anomia e viceversa. Quindi, troviamo questi due tipi di suicidio in ambienti diversi. Inoltre, Durkheim scrive sul matrimonio come istituzione. Sembra che i paesi in cui è più comune (e quindi più accettato con i divorzi), il matrimonio ha un effetto più attenuante sui tassi di suicidio coniugale, mentre l'uomo sposato in questi paesi si suicida più spesso. Ciò significa che Durkheim ritiene il matrimonio come istituzione indebolita e l'uomo non può sentirsi così sicuro che la donna non lo lasci. La calma e il senso di uguaglianza del marito nel matrimonio diminuiscono quando il matrimonio perde la sua forza. Il divorzio porta quindi all'anomia coniugale.

- Il suicidio fatalistico è l'opposto del suicidio anomico. È compiuto da persone strettamente regolamentate: il futuro è controllato e le passioni represse dalla disciplina oppressiva. Ciò accade in società oppressive e le persone preferiscono morire piuttosto che vivere in esse. Questo è un motivo più raro dei precedenti per cui la gente si toglie la vita, ma può verificarsi, per esempio, in prigione o in un contesto militare.

Sebbene Durkheim distingua tra quattro tipi di suicidio, non esclude che più di uno di questi tipi possa essere coinvolto in un caso concreto. Ad esempio può succedere che una vittima di un fallimento economico, e quindi un caso di suicidio anomico, commette suicidio anche per motivi altruistici, per salvare la sua famiglia dalla vergogna sociale.
|                  | Difetto            | Eccesso              |
| ---------------- | ------------------ | -------------------- |
| Integrazione     | Suicidio egoistico | Suicidio altruistico |
| Regolamentazione | Suicidio anomico   | Suicidio fatalistico |

### Risultati
Durkheim concluse che:
- I tassi di suicidio sono più alti negli uomini rispetto alle donne (sebbene le donne sposate che sono rimaste senza figli per un certo numero di anni hanno un più alto tasso di suicidi).
- I tassi di suicidio sono più alti per coloro che sono single rispetto a quelli che hanno una relazione sessuale.
- I tassi di suicidio sono più elevati per le persone senza figli rispetto alle persone con figli.
- I tassi di suicidio sono più alti tra i protestanti rispetto ai cattolici e agli ebrei.
- I tassi di suicidio sono più alti tra i soldati che tra i civili.
- I tassi di suicidio sono più alti in tempi di pace che in tempo di guerra (ad esempio, il tasso di suicidi in Francia è sceso dopo il colpo di stato di Luigi Napoleone Bonaparte. Anche la guerra riduce il tasso di suicidi: dopo il conflitto scoppiato nel 1866 tra l'Impero austriaco e il Regno d'Italia, il tasso di suicidi è calato del 14% in entrambi i paesi).
- I tassi di suicidio sono più alti nei paesi scandinavi.
- Più alto è il livello di istruzione, più è probabile che un individuo scelga il suicidio. Tuttavia, Durkheim stabilisce che esiste una maggiore correlazione tra la religione di un individuo e il tasso di suicidio rispetto al livello di istruzione di un individuo. Gli ebrei erano generalmente molto istruiti ma avevano un basso tasso di suicidi.

### La società è una forza indipendente?
Durkheim tiene conto della discussione se la società sia una forza indipendente al di fuori dell'individuo. Il progetto di Durkheim consisteva nell'ottenere che la sociologia fosse accettata come scienza con fondamenti scientifici come la chimica o la biologia. Molti al tempo di Durkheim dubitavano che ciò fosse possibile con riferimento al fatto che i sociologi non avevano alcun oggetto da studiare o che il soggetto fosse già studiato dalla psicologia. Durkheim riteneva che il sociale fosse qualcosa di più e qualcosa di diverso dalla somma delle azioni individuali e si confrontò i suoi critici con quanto segue:
- Se la società consiste solo di individui, perché ogni anno si suicidano lo stesso numero di persone ? Stanno pianificando questo insieme ?
- La società non consiste solo di individui ma anche di cose materiali che svolgono un ruolo importante nella vita sociale. Ad esempio: architettura, comunicazione e trasporti. Oggetti creati dagli umani, ma che vivono le loro vite al di fuori di noi. Ad esempio, il percorso di comunicazione deciderà con chi vogliamo fare affari, l'architettura influenzerà il nostro senso estetico. Questi oggetti fisici influenzano la nostra società: non sono individui, ma oggetti culturali.

Da questo, Durkheim afferma che le forze sociali sono come forze reali quanto le forze fisiche, ma in un altro modo. La dimostrazione di ciò è che le forze sociali rimangono costanti proprio come le forze fisiche. L'idea è che i fenomeni sociali non possano essere ricercati perché il sociale, la comunità, è costituito da individui, egli paragona il fatto che gli individui non possono essere ricercati perché sono fatti di materia morta, poiché ogni cellula è composta da atomi senza una propria vita. Allo stesso modo, è vero che la società non è costruita da nient'altro che dagli individui, ma l'interazione tra loro si sviluppa in qualcosa di nuovo, diverso e qualcosa di più dell'individuo singolo. Indubbiamente, i tratti elementari che risultano nel sociale sono originali nella mente dell'individuo. Questo innesca di nuovo dei cambiamenti, che a loro volta innescano nuove idee e norme, e in questo modo nascono nuovi fenomeni sociali, in cui non vi è alcun carattere particolare nell'individuo in cui consiste.

## Critiche

### Errore ecologico
Durkheim è accusato di aver commesso un errore ecologico. In effetti, le conclusioni di Durkheim sul comportamento individuale (ad esempio il suicidio) si basano su statistiche aggregate (il tasso di suicidi tra protestanti e cattolici). Questo tipo di inferenza, che spiega i micro-eventi in termini di macro-proprietà, è spesso fuorviante, come dimostra il paradosso di Simpson.
Tuttavia, opinioni divergenti hanno contestato se il lavoro di Durkheim contenesse davvero un errore ecologico. Van Poppel e Day (1996) sostengono che le differenze nei tassi di suicidio tra cattolici e protestanti potrebbero essere spiegati interamente nei termini di come questi due gruppi registrano le morti. I protestanti registrerebbero "morti improvvise" e "morti da causa mal definita o non specificata" come suicidi, mentre i cattolici non lo farebbero. Se è così, allora l'errore di Durkheim è empirico, non logico. Inkeles (1959), Johnson (1965), e Gibbs (1958) affermano che Durkheim intendeva solo spiegare il suicidio sociologicamente, all'interno di una prospettiva olistica, sottolineando che "intendeva la sua teoria per spiegare la variazione tra ambienti sociali nell'incidenza del suicidio, non i suicidi di particolari individui".
Più recentemente, Berk (2006) mette in dubbio le relazioni micro-macro che sono alla base delle critiche del lavoro di Durkheim. Egli nota infatti:

### Cattolici e protestanti
Durkheim confrontò i diversi tassi di suicidio tra protestanti e cattolici, sostenendo che il maggiore controllo sociale tra i cattolici si traduce in tassi di suicidio più bassi. Secondo Durkheim, la società cattolica ha normali livelli di integrazione mentre la società protestante ha bassi livelli.
Ci sono almeno due problemi con questa interpretazione. In primo luogo, Durkheim trasse la maggior parte dei suoi dati da precedenti ricercatori, in particolare Adolph Wagner e Henry Morselli, che erano molto più cauti nel generalizzare dai loro dati. In secondo luogo, i ricercatori successivi scoprirono che le differenze dei tassi di suicidio tra cattolici e protestanti sembravano essere limitati all'Europa di lingua tedesca e quindi che potessero sempre essere state la riflessione spuria di altri fattori. Nonostante i suoi limiti, il lavoro sul suicidio di Durkheim ha influenzato i fautori della teoria del controllo e viene spesso citato come un classico studio sociologico.

## Anni successivi
L'uscita del libro non destò molto entusiasmo e solo tardivamente divenne un "classico" della sociologia.
Maurice Halbwachs, un amico di Durkheim, rianalizzò i dati in un libro del 1930 intitolato Les Causes du suicide. Dichiara, tra le altre cose, che la religione non ha influenza sul tasso di suicidio.

## Edizioni
- Émile Durkheim, Il suicidio. Studio di sociologia, Biblioteca Universale Rizzoli, Rizzoli, 1897,  p. 410, ISBN 88-06-15619-5.